# SN 2005hu
SN 2005hu – supernowa typu Ia odkryta 11 października 2005 roku w galaktyce A215440+0024. W momencie odkrycia miała maksymalną jasność 22,60m.